# Jo Harshbarger
Jo Ann Harshbarger, nach Heirat Jo Ann Carson (* 17. November 1956 in Aurora, Illinois), ist eine ehemalige Schwimmerin aus den Vereinigten Staaten. 1973 gewann sie eine Weltmeisterschafts-Silbermedaille.

## Karriere
Jo Harshbarger besuchte die Newport High School und schwamm für den Lake Washington Swim Club.
Im August 1972 stellte die 15-jährige Harshbarger bei den US-Trials in 8:53,83 Minuten einen Weltrekord über 800 Meter Freistil auf. Bei den Olympischen Spielen 1972 in München konnte sie weder im Vorlauf noch im Finale die Neun-Minuten-Grenze unterbieten und wurde jeweils Sechste. Es siegte ihre Landsfrau Keena Rothhammer in Weltrekordzeit vor der Australierin Shane Gould. Die zweitbeste Schwimmerin aus den Vereinigten Staaten war Ann Simmons auf dem vierten Platz.
1973 verbesserte Harshbarger den Weltrekord über 1500 Meter Freistil. Bei den erstmals ausgetragenen Weltmeisterschaften in Belgrad waren die 1500 Meter nicht auf dem Programm. Über 800 Meter Freistil siegte die Italienerin Novella Calligaris mit neuem Weltrekord vor Jo Harshbarger in 8:55,56 Minuten. Die Drittplatzierte Gudrun Wegner aus der DDR blieb bereits über 9 Minuten.
Harshbarger war 1973 Meisterin der Amateur Athletic Union (AAU) über 1500 Meter Freistil und siegte 1972 und 1975 bei den Hallenmeisterschaften über 1650 Yards. 1974 verbesserte sie den Weltrekord über 800 Meter Freistil auf 8:47,59 Sekunden, als sie beim Länderkampf gegen die DDR gewann. 1975 wurde sie als Weltrekordlerin von der Australierin Jenny Turrall abgelöst.
Nach der Highschool besuchte Harshbarger die Stanford University und startete auch für deren Schwimmteam, konnte sich aber nicht mehr für internationale Meisterschaften qualifizieren. Sie arbeitete später bei Microsoft und in Portland, Oregon.